# Athens 2004
Athens 2004 är det officiella datorspelet för olympiska sommarspelen 2004 i Aten, Grekland med flera friidrottstävlingar.

## Mottagande
Mottagandet av spelet var blandat. IGN kritiserade spelet för evigt återkommande knappmosande/hetstryckande och enkelhelt, och gav spelet ett "svagt" 4,5-betyg, medan Gamespy, prisade spelet för variation och gav det 4 av 5 stjärnor.

## Lista over tävlingar
Följande tävlingar finns i spelet. Alla grenar finns för båda könen om ej annat anges.
- Spår
  - Löpning: 100 meter, 200 meter och 400 meter
  - Medeldistans: 800 meter och 1 500 meter
  - Häck: 100 meter häck för damer and 110 meter häck för herrar
- Fält
  - Hopp: Längdhopp, trestegshopp, höjdhopp och stavhopp
  - Kast: Diskuskastning, Spjutkastning och kulstötning
- Simning
  - 100 meter bröstsim, frisim, ryggsim och fjäril
- Gymnastik
  - Artistisk: Fristående (separat gameplay för herrar och damer), ringar (bara herrar) och hopp
- Ridsport
  - Banhoppning (enbart herrar)
- Tyngdlyftning
  - +105 kg. stöt (enbart herrar)
- Bågskytte
  - 70 meter individuellt (enbart herrar)
- Sportskytte
  - Lerduveskytte (enbart herrar)

## Länder
64 länder finns tillgängliga.
| - Algeriet - Argentina - Australien - Österrike - Bahamas - Belgien - Brasilien - Bulgarien - Kamerun - Kanada - Chile - Kina - Colombia - Kroatien - Kuba - Tjeckien | - Danmark - Egypten - Etiopien - Fiji - Finland - Frankrike - Gambia - Tyskland - Storbritannien - Grekland - Hongkong - Ungern - Indien - Iran - Irland - Israel | - Italien - Jamaica - Japan - Kenya - Nordkorea - Sydkorea - Malaysia - Mexiko - Marocko - Nederländerna - Nya Zeeland - Nigeria - Norge - Pakistan - Filippinerna - Polen | - Portugal - Rumänien - Ryssland - Saudiarabien - Senegal - Serbien och Montenegro - Singapore - Sydafrika - Spanien - Sverige - Schweiz - Trinidad och Tobago - Turkiet - Ukraina - Förenade arabemiraten - USA |

### Recensioner
- Athens 2004 (PS2) recensioner från Gamestats
- Athens 2004 (PC) recensioner från Gamestats